# ちちとこ
『ちちとこ』は、うち子による日本の漫画作品。スクウェア・エニックスの『月刊少年ガンガン』にて2013年5月号から2018年4月号まで連載。同社のウェブコミック配信サイト『ガンガンONLINE』でも2013年10月3日更新分から2018年3月15日更新分まで毎月第1週更新で連載された。

## あらすじ
高校教師であるイクメン・日坂洋一と、洋一の息子でいたずら盛りのやんちゃ幼稚園児・日坂将を中心に繰り広げられる日常コメディ。

## 登場人物

### 主人公
日坂 将（ひさか しょう）
主人公。5歳の保育園児。よく物を壊し、その模様は父をして「破壊神」といわしめる。甘いものが好き。高い所と乗り物が苦手。父親である洋一を「よーさん」と呼び、母親である真美を「マミー」と呼ぶ。同じアパートに住む桂の兄のようなつもりでいる。
日坂 洋一（ひさか よういち）
もう一人の主人公で将の父親。
高校教師で担当教科は世界史。元ヤンキーであり、血（正確に言うと、赤い液体も同様）を観たりすると暴走する（車などの乗り物運転も同様になる模様）。機械音痴。
兄がやらかしたトラウマからヤンキーとなり、髪を染めたり、交通ルールもわざと破って警察に駆け込むなどの「自首系男子」をやらかしたりするなど、自分でも「黒歴史」と言うほどのやんちゃぶりをやらかしていた。
真美との出会いは、高校3年の夏休みの時期。オープンキャンパスで大学に行った際、偶然にもポルトガル辺りから帰国していた真美と出会い、なんと「時間があったら一緒に行ってほしい所」としてそのまま彼女の実家にお持ち帰りされ、問答無用に調印式並みの書類づくりで既成事実を形成。その後、真美の出席日数が足りずに留年＆同級生になったことから、大学生活の4年間は毎日送り迎えをするなどの涙ぐましい努力を経て、大学卒業後に結婚した。

### 日坂家
日坂 真美（ひさか まみ）
将の母親。
極度の方向音痴で世界をまたいで迷子になっている。携帯を持って行かない。将が1歳の時に言葉を教えている時だけ同じ場所にいることができた。洋一いわく、「1時間以上同じ場所にいるのが奇跡」レベル。
方向音痴全開でなんとかポルトガル辺りから日本の地元に帰国した際、オープンキャンパスで大学の前にいた洋一と出会い、なんと「時間があったら一緒に行ってほしい所」として洋一をそのまま実家にお持ち帰りした。その後、自分の出席日数が足りずに留年＆洋一と同級生になったことから、大学生の4年間は洋一が付き添う形で毎日送り迎えを受け、卒業後に洋一と結婚＆将を出産した。

### 保育園
葵 大樹（あおい たいき）
将の友達。将からは「たっさん」と呼ばれている。サッカーが得意。お化けが苦手。
向井 晶（むかい あきら）
将の友達。将からは「アキ」と呼ばれている。無口。将のことが気になる様子。家は裕福である。父親のあの見守りの影響で、実は父親に似たくないという思いが異様なくらいに強い。
花岡 恵（はなおか めぐみ）
将の友達。将からは「めぐ」と呼ばれている。強気でおませな性格。自宅は美容院で母親と祖父が美容師である。
吉田 瑞希（よしだ みずき）
吉田の妹。将と同じ保育園に通っている。キツめな性格であり、言葉遣いが乱暴。兄が大好きで「ハルくん」と呼んで慕っている
三木（みき）
将・大樹・晶・恵のクラスの先生。のんべえ。

### はにかみ高校
日坂洋一が勤める高校
吉田 悠希（よしだ はるき）
洋一のクラスの男子生徒。お調子者で何かとタイミングが悪く、洋一から制裁を受けることが多い。
宮地（みやじ）
洋一のクラスの男子生徒で、吉田の友達。冷静に「その瞬間」をデジカメやスマホで撮影＆送信をするなど、周りに誤解を与えている。
仁科（にしな）
洋一のクラスの女子生徒。洋一からよく機械の扱いで頼られている。
那須（なす）
洋一のクラスの女子生徒。
小野寺
洋一が高校生の時に生活指導だった先生。グレてたころの洋一をよく知っており、時々洋一の黒歴史を蒸し返す。

### 洋一の家族
キャサリン
洋一の7歳上の兄。本名は日坂平助。元警察官で、現在はバーの店長をしている。血を見て暴走した洋一ですらまったくかなわないほどの実力を持つ。
警察官を辞めたのは、同じ交番に勤務していた婦警が単独で犯人を撃破して逮捕した姿を見て、なぜか真の漢とは女性の中にあるという変な考えを持ってしまったせいで警察官を退職及び軽く性の概念を捨てておネェさんに生まれ変わった。それが結果的に、警察官の兄に憧れていた洋一に多大なショックを与え、一時期グレてヤンキーにさせた原因になった。
ばーちゃん
洋一と平助の母親。本名は日坂香。座右の銘は「江戸の仇を長崎で討つ」。
洋一が子供のころ、クリスマスプレゼントをもらったお礼にサンタに手紙を書こうと母親に相談したら、イラっとして事実をバラして息子を愕然とさせたり、むーさんがキャサリンを女性と見ているのを見て、あえて黙って展開を楽しもうとするなど、けっこう小悪魔的な嫌がらせをする。
じーちゃん
洋一と平助の父親。ちょび髭を生やし、筋肉質のガタイをしている。
日曜大工にハマった影響で孫の将のためにだるま落としを無限増殖の如くに作りまくってしまいその結果、激怒した香にシバられたり、妻の香が自らプレゼントしたゴルフ用ドライバーを夫婦げんかで折れてしまったにも関わらずシールを貼って修繕をして大事に持っていたり、さらに、久しぶりに里帰りした洋一たちを礼服姿かつ赤絨毯を敷いて出迎えをしようとするなど、妻の香と違ってかなり大らかすぎる性格をしている。

### 真美の家族
和代真弥（わしろ しんや）
真美の弟。姉と同じく方向音痴で、すでに実の両親ですら洋一を息子と思うほどの存在感の薄さを見せつけられる上、その洋一からもろくな扱いを受けていない。ただ、その方向音痴が幸いした形で「畑 美里（はた みのり）」という婚約者ができ、なんとか結婚できた模様。
和代真奈（わしろ まな）
真美と真弥の妹。姉と兄と違って迷子になることはない。姿は真美そっくりで、初対面の将ですらマミーと見間違えた。
子供のころから、迷子になった真美・真弥を連れ戻すのが日常茶飯事だったが、真弥を53回めに連れ戻したとき、すべてを捨てて引きこもりになった。そのため、子供以上に好奇心が強く、地元の夏祭りですら洋一を呆れさせるほどに大いに楽しみまくった姿を見せつけた。それでも、内向的なところ以外はとても優秀で、インターネット経由で家庭教師をしている。

### アパート
室戸聖司（むろと せいじ）
日坂家の隣人。将からは「むーさん」と呼ばれている。目が隠れた髪型が特徴。職業は小説家。甘いものが好きで趣味はお菓子作り。夜型人間であり、昼間に起こされると機嫌が悪い。
初めて弟の洋一の家に来訪したキャサリンに見惚れてしまい、のちに洋一の家にお裾分けのクーラーを渡すためにキャサリンと一緒にやってきた母親の香が室戸に目を付けたことで盛大なドッキリを仕掛け、その結果、今では初対面の「本物」の女性を見るたびに、相手が本物の女性かやら既婚者だろうとかと人間不信気味になってしまっている。
大家
洋一＆将が住んでいるアパートの大家。洋一＆将とは仲がいい。
桜井 桂（さくらい けい）
生まれたばかりの赤ん坊。「う」しかしゃべれない。夜泣きの時に将が訪ねたら泣き止むなど将を慕っている様子。室戸の部屋の上の階に住んでいる。
桂の母親
桂の母親。出産を終えてアパートに帰ってきた。

### 近所
佐伯 文吾（さえき ぶんご）
洋一の幼馴染。将からは「ぶんさん」と呼ばれている職業はパティシエ。衛生面を求めるあまり髪型をスキンヘッドにしてしまった。まゆげもない。学生時代は中性的な顔立ちだった。洋一（と将）のことが好き。ただし、他人との秘密など甘いお菓子の味わいの様に超軽すぎる。
葵 晃太（こうた）、草太（そうた）
大樹の兄で双子の小学生。ほくろがある方が草太。大樹をからかうことが多い。小学生とは思えぬほどの超マイペースぶりで、洋一ですら「この子たちの担任は大変」と心情的に同情してしまうほどである。
大樹の父
アウトドアが大好き。誰かれ構わず冗談をいう。晃太＆草太と違って、あまりにも豪快かついい加減っぽい性格をしている。
大樹の母
明るい性格。晃太＆草太の区別がついていない。将と大樹が友人のため、洋一とはよくからむ。一見、夫と違って常識人の様に見えるが、あろうことか、息子たちの誕生日の日にちをほとんど忘れている（息子たち3人はそれを一応把握している模様）。
晶の父
アキの父親。歯科医。過保護であり娘を見守っているが、見守り姿が「サングラス」と「マスク」と「帽子」と「デジタルカメラ」という四点セットで娘を撮影しまくっていることから、よく不審者と間違えられる。ただ、それらを脱いだら、洋一も驚愕するほどのシブいおじさんの素顔をしている。

## 書誌情報
- うち子 『ちちとこ』スクウェア・エニックス〈ガンガンコミックスONLINE〉、全10巻
  1. 2013年11月22日発売[1]、ISBN 978-4-7575-4131-3
  2. 2014年6月21日発売[2]、ISBN 978-4-7575-4331-7
  3. 2014年11月22日発売[3]、ISBN 978-4-7575-4470-3
  4. 2015年5月22日発売[4]、ISBN 978-4-7575-4641-7
  5. 2015年10月23日発売[5]、ISBN 978-4-7575-4771-1
  6. 2016年3月12日発売[6]、ISBN 978-4-7575-4901-2
  7. 2016年9月12日発売[7]、ISBN 978-4-7575-5092-6
  8. 2017年3月22日発売[8]、ISBN 978-4-7575-5271-5
  9. 2017年10月21日発売[9]、ISBN 978-4-7575-5473-3
  10. 2018年5月22日発売[10]、ISBN 978-4-7575-5473-3